# Skogsbranden i Fort McMurray 2016
Skogsbranden i Fort McMurray 2016 startade 1 maj 2016 sydväst om orten Fort McMurray i Alberta, Kanada. Den 3 maj 2016 svepte skogsbranden över Fort McMurray och föranledde den största evakueringen i provinsens historia. 100 000 personer evakuerades oskadda, men två personer omkom i en bilolycka i samband med evakueringen. Branden sprider sig fortsatt över norra Alberta och Saskatchewan, och påverkar oljeproduktionen i området. Branden beräknas ta flera månader att släcka.

## Förödelse
Branden beräknas bli en av de dyraste och största katastroferna i Kanadas historia. Cirka 10% av Fort McMurray ödelades innan branden i orten hade släckts. Den 9 maj hade branden ödelagt totalt 204 000 hektar, mer än tio gånger så mycket som Sveriges största skogsbrand i modern tid, skogsbranden i Västmanland 2014. Den 18 maj hade branden ödelagt 423 000 hektar och nått gränsen till Saskatchewan. Den 13 juni klassades branden som under kontroll. Den hade ödelagt över 580 000 hektar, men lugnat sig tack vare hög nederbörd.